# Packard Bell
A Packard Bell (PB) foi um fabricante estadunidense de rádios, fundada em 1926, em Los Angeles, a qual posteriormente tornou-se fornecedora do governo na área de defesa bélica e fabricante de outros bens de consumo eletrônicos, tais como televisores e microcomputadores. A empresa foi adquirida pela Teledyne em 1968.
Em Março de 2007, os primeiros computadores Packard Bell (1986 - 1996) foram colocados em primeiro lugar numa lista dos "10 Piores PCs de Todos os Tempos" pela revista online PC World.
Nos dias que correm a Packard Bell aprimorou-se na construção e design dos seus portáteis, exemplo disso são os EasyNotes. Excelente relação preço qualidade.